# Eddie Parker (Musiker)
Eddie Parker (* 28. Mai 1959 in Liverpool) ist ein britischer Flötist des Modern Jazz und Komponist.
Parker spielte als Jugendlicher zunächst in lokalen Rockbands und orientierte sich an Ian Anderson. Während seines Studiums an der New York University kam er mit dem Jazz in Berührung. Er wurde Mitglied von Django Bates’ „Human Chain“ und zog nach London. Dort spielte er in John Stevens’ Band „Freshbop“ und  Louis Moholos „Dedication Orchestra“; er war ein Gründungsmitglied der Loose Tubes. Dann gründete er eigene Bands, ging mit Bheki Mseleku auf Tournee und war Mitglied der „Delightful Precipice“. Auch arbeitete er mit Marvin Smith and John Parricelli. Er komponierte für die Bands, in denen er spielte, aber auch für die Docklands Sinfonietta und für das „Apollo Saxophone Quartet“.
Außerdem arbeitet er als Arrangeur und unterrichtete, zunächst an der Guildhall School of Music and Drama, zwischen 1998 und 2006 an der Middlesex University.

## Lexigraphische Einträge
- Ian Carr, Digby Fairweather, Brian Priestley: Rough Guide Jazz. Der ultimative Führer zur Jazzmusik. 1700 Künstler und Bands von den Anfängen bis heute. Metzler, Stuttgart/Weimar 1999, ISBN 3-476-01584-X.